# Académie chrétienne de Round Rock
L'Académie chrétienne de Round Rock (Round Rock Christian Academy ou RRCA) est un lycée privé fondamentaliste chrétien situé à Round Rock (Texas), aux États-Unis.

## Historique
L'Académie chrétienne de Round Rock est établie en 1975 sous le nom King David’s Children’s center en tant que chapitre de l'Église baptiste de Westside. En 1986, l'école change de nom et devient Lake Creek Baptist Academy. Elle compte alors 58 élèves de la maternelle à la primaire.
Dans les années 1990, le développement de l'école s'accélère. L'école devient la Central Baptist Academy en 1994, puis la Round Rock Christian Academy en 1998. En 2010, l'établissement scolaire se détache de l'Église baptiste, et un nouveau conseil de directeurs est créé pour supervisier le nouvel établissement autonome.
Dans son rapport d'activités de 2012, l'école déclare 534 élèves. 93% de ses élèves poursuivent une éducation supérieure, et 17% en 2012 participaient au National Merit Scholarship Program. Sur la même année, l'école enregistre une rentrée financière de $3,9 millions pour un bénéfice de $38K.
En 2018, les Crusaders (équipe de football américain de l'école) participent à la campagne nationale Touchdowns Against Cancer 2018.

## Cursus
La RRCA propose des classes de la maternelle à la terminale.

## Gouvernance
- Proviseur : Becky Blauser[4]

## Alumni
- Madison Burge (actrice)